# Kleine Soenda-eilanden
De Kleine Soenda-eilanden (of Kleine Sunda-eilanden, Nusa Tenggara) zijn een eilandengroep in Zuidoost-Azië. Samen met de Grote Soenda-eilanden vormen zij de Soenda-eilanden. De eilandengroep vormt onderdeel van de Soendaboog, de Indonesische eilandboog.
De eilandengroep ligt ten oosten van Java en omvat de Indonesische provincies Bali, West-Nusa Tenggara en Oost-Nusa Tenggara en daarnaast de onafhankelijke staat Oost-Timor. Ten oosten van Timor liggen de Barat Daya-eilanden, Tanimbar-eilanden en Kei-eilanden die deel uitmaken van de Indonesische provincie Molukken.
Onder andere de volgende eilanden maken deel uit van de Kleine Soenda-eilanden:
- Adonara
- Alor
- Bali
- Barat Daya-eilanden: Wetar
- Besar
- Ceningan
- Dana
- Ende
- Flores
- Halura
- Hauli
- Kei-eilanden
- Komba
- Komodo
- Lembongan
- Lomblen
- Lombok
- Gili Motang
- Mules
- Ndao
- Padar
- Palu
- Pamana Besar
- Penida
- Raijua
- Rinca
- Roti
- Savoe
- Semau
- Seraya
- Solorarchipel: Adonara, Lomblen, Solor
- Sukun
- Sumba
- Sumbawa
- Tanimbar-eilanden
- Timor

## Taal
Op de Kleine Soenda-eilanden worden circa 70 talen gesproken. De voornaamste talen qua oppervlakte van het taalgebied zijn het Sasak (op Lombok), het Balinees (op Bali), het Kamberaas (op Sumba) en het Uab Meto (op Timor).